# جمعية شروق النسوية
جمعية شروق النسوية العيزرية هي منظمة غير ربحية تهدف إلى تمكين المرأة الفلسطينية اقتصاديًا. يقع مقرها في بيت عبرة بالضفة الغربية. ترأسها فاطمة فارون.
وتنتسب المنظمة غير الربحية إلى منظمة أطفال السلام والتحالف من أجل السلام في الشرق الأوسط.

## أنشطة
في عام 2009، بدأت المنظمة غير الربحية بالشراكة مع معهد النقب لاستراتيجيات السلام والتنمية في برنامج "مشاريع مشتركة من أجل السلام"، حيث تلقت نساء فلسطينيات وإسرائيليات تدريبات مهنية معًا. كما يهدف البرنامج إلى تطوير شراكات تجارية بين الفلسطينيين والإسرائيليين.
وفي نفس العام، شاركت المنظمة في معرض بأسبوع الثقافة الفلسطينية في عمان، الأردن. في عام 2011، افتتحت المنظمة مركزًا للتنمية الاقتصادية. وابتداءً من عام 2016، بدأت المنظمة غير الربحية حملة توعية بسرطان الثدي في القدس بالتعاون مع وزارة الصحة الفلسطينية. وشملت الحملة محاضرات تثقيفية وتوعية حول فحوصات الفحص الذاتي وتأسيس منتدى لنساء نجين من سرطان الثدي. كما شاركت المنظمة في توزيع المساعدات، مثل الغذاء أو حقائب المدارس للطلاب، على الأسر المحتاجة.